# Võsu
Võsu (Duits: Wöso of Wösso) is een plaats in de Estlandse gemeente Haljala, provincie Lääne-Virumaa. De plaats heeft 420 inwoners (2021) en heeft de status van groter dorp of ‘vlek’ (Estisch: alevik).
Tot in 2017 was Võsu de hoofdplaats van de gemeente Vihula. Na de fusie van Vihula met Haljala is Võsu de hoofdplaats van de fusiegemeente Haljala.
Võsu ligt aan de Baai van Käsmu, een onderdeel van de Finse Golf. De baai is genoemd naar het schiereiland van Käsmu, dat ten westen van de baai ligt. De rivier Võsu komt uit in de Baai van Käsmu. Võsu heeft een zandstrand ter lengte van anderhalve kilometer, dat populair is bij badgasten, en ook een kleine haven. De plaats is omgeven door naaldbossen.

## Geschiedenis
Een bron uit 1586 maakt voor het eerst melding van Võsu. Het dorp viel onder het landgoed van Palmse. Op het eind van de 18e eeuw kreeg Võsu een baksteenfabriek. Oorspronkelijk produceerde de fabriek alleen stenen voor gebruik op het landgoed van Palmse, maar in 1868 werd een nieuwe fabriek gebouwd, die stenen maakte op commerciële schaal. De stenen werden verhandeld onder de merknaam PALMS.
De fabriek sloot zijn deuren in 1933. Het laatste restant van het fabriekscomplex, de schoorsteen, is in 2007 gesloopt.
Võsu kwam in de tweede helft van de 19e eeuw als badplaats op. Vooral rijke Russen uit alle delen van het Keizerrijk Rusland brachten hier een vakantie door. In die jaren werden in Võsu meer dan 200 datsja's neergezet; vele daarvan waren te huur voor vakantiegangers. De badplaats beleefde zijn beste tijd in de jaren vlak voor de Eerste Wereldoorlog. Nadat Estland in 1919 onafhankelijk was geworden, kwamen er maar heel weinig Russen meer naar Võsu.
Na de Tweede Wereldoorlog, onder het regime van de Estische Socialistische Sovjetrepubliek, herstelde het toerisme uit Rusland zich weer enigszins.
Tussen 1971 en 1999 was Võsu de hoofdplaats van een aparte gemeente Võsu met als tweede plaats het dorp Käsmu. In de jaren 1971-1997 had Võsu de status van ‘kleine stad’ (Estisch: alev); tussen 1993 en 1997 was Võsu een alevvald. In 1997 werd de plaats gedegradeerd tot vlek; in 1999 fuseerde de gemeente Võsu met de gemeente Vihula.
Bij Võsu lag vroeger een meer, Üllikjärve. In 1886 is het drooggelegd voor de bouw van een landhuis en de aanleg van akkers. Het hele terrein waar vroeger het meer lag is nu overwoekerd door bos.
Julie Hausmann overleed in Võsu in 1901.

## Foto's

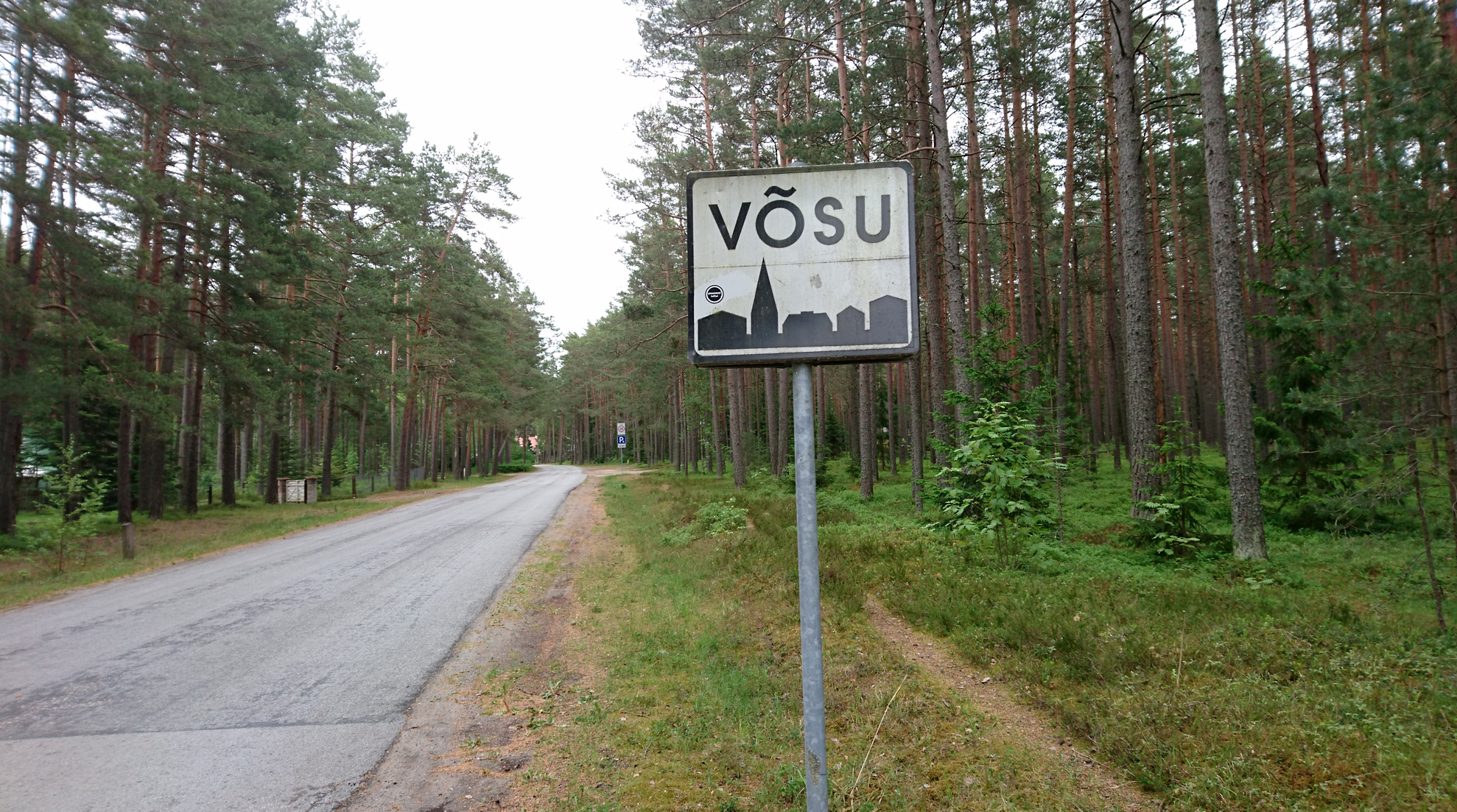
Bord bij een toegangsweg
De haven van Võsu
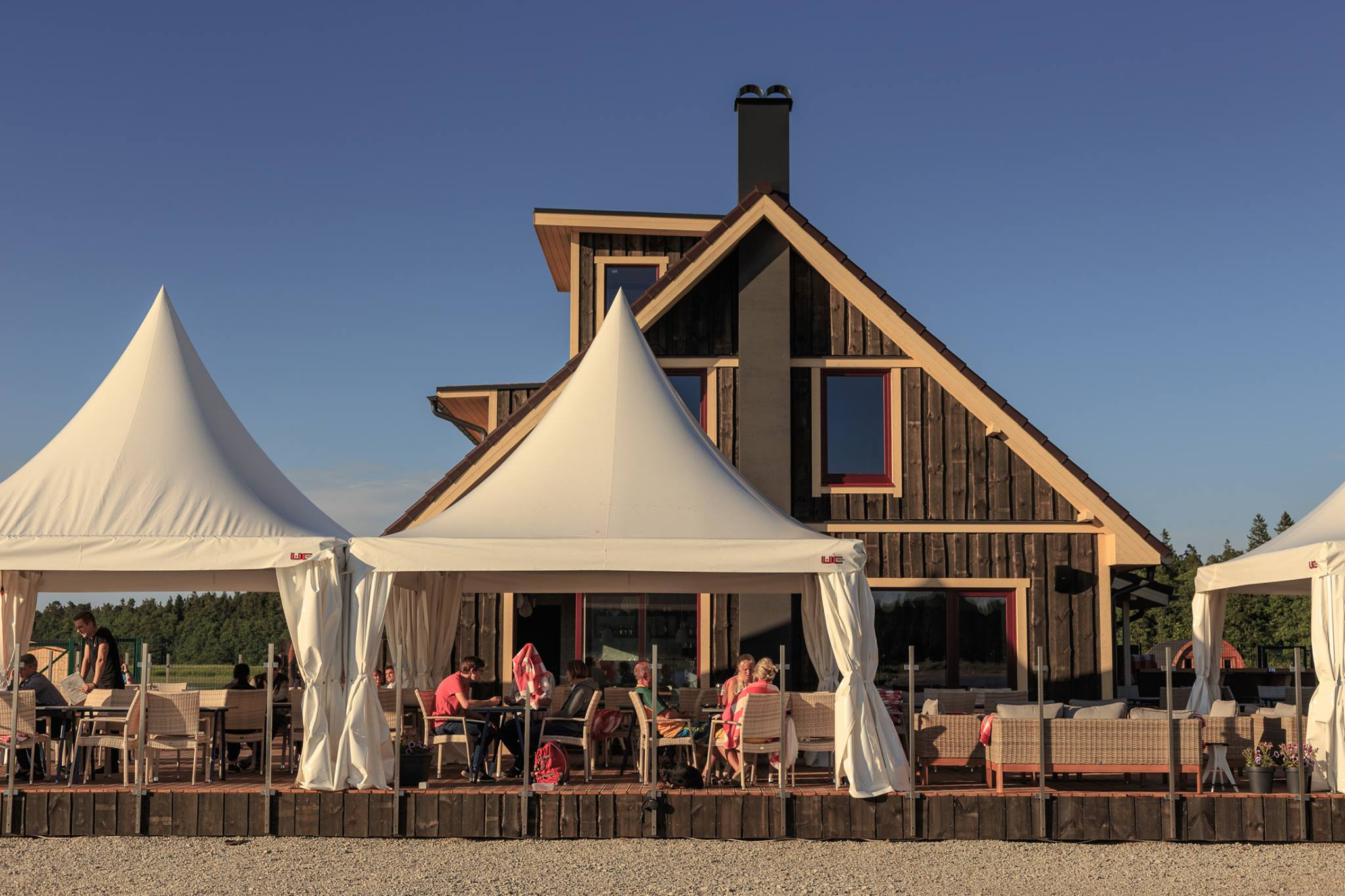
Restaurant bij de haven
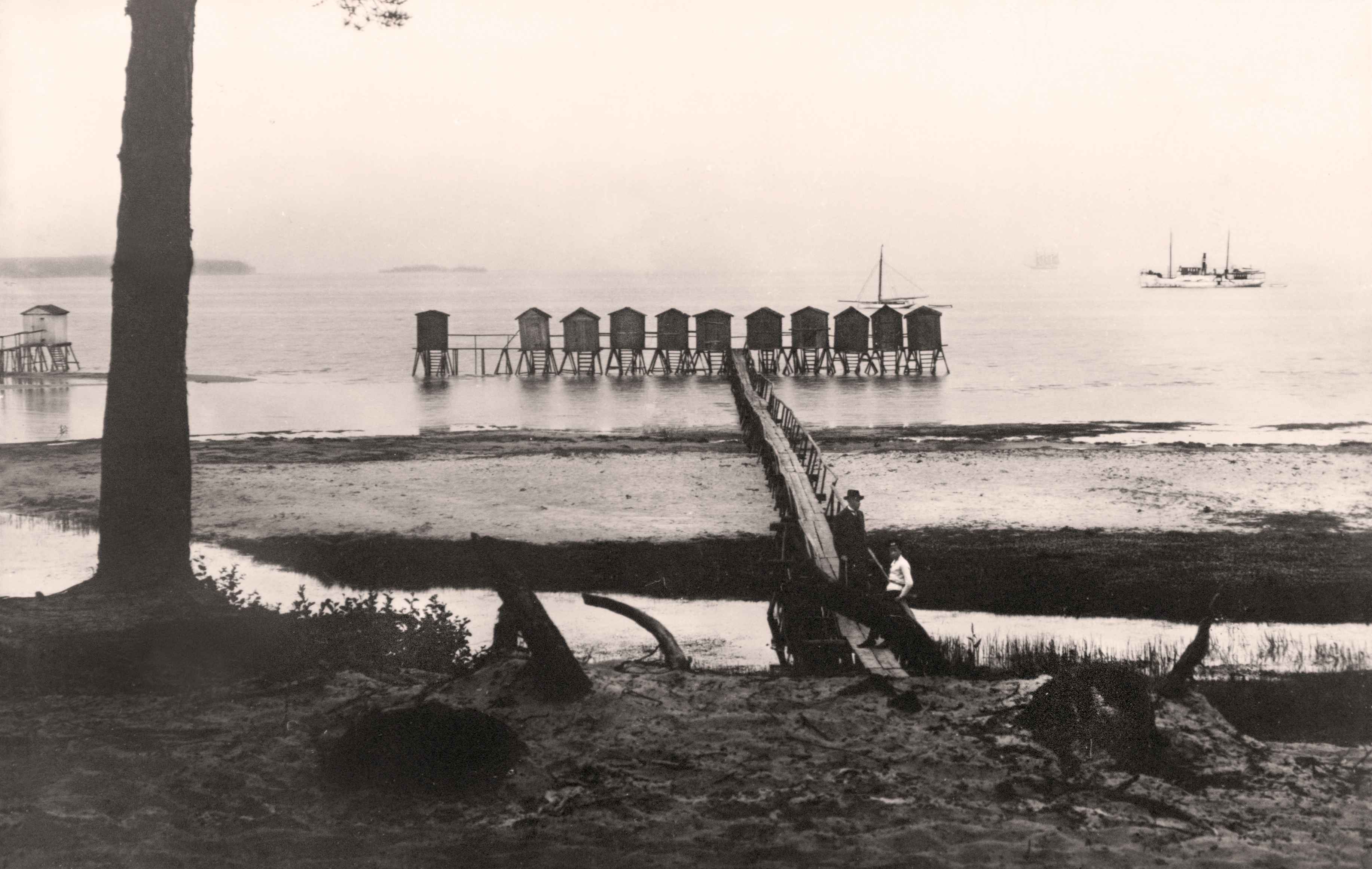
Het strand anno 1913
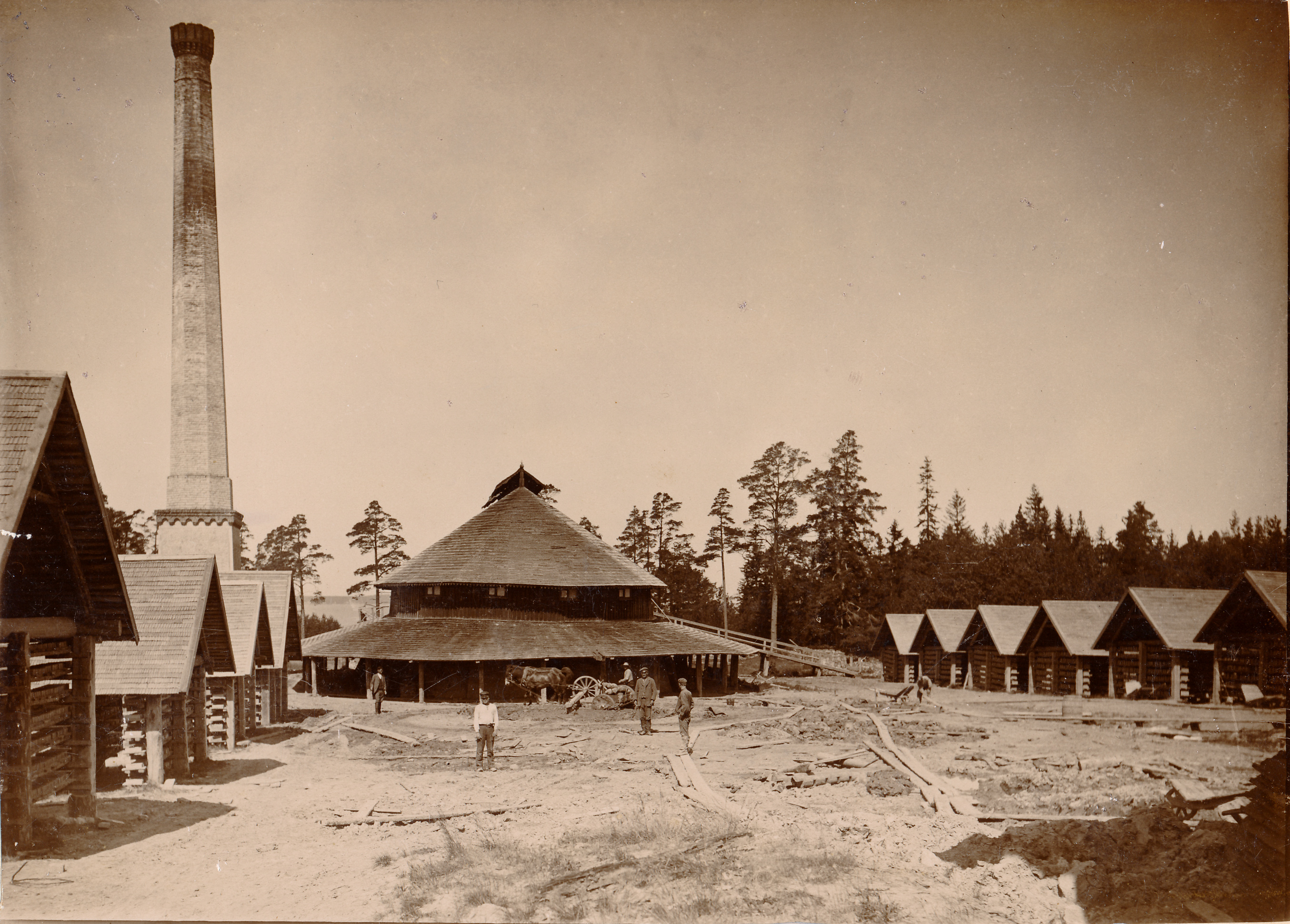
De baksteenfabriek anno 1914
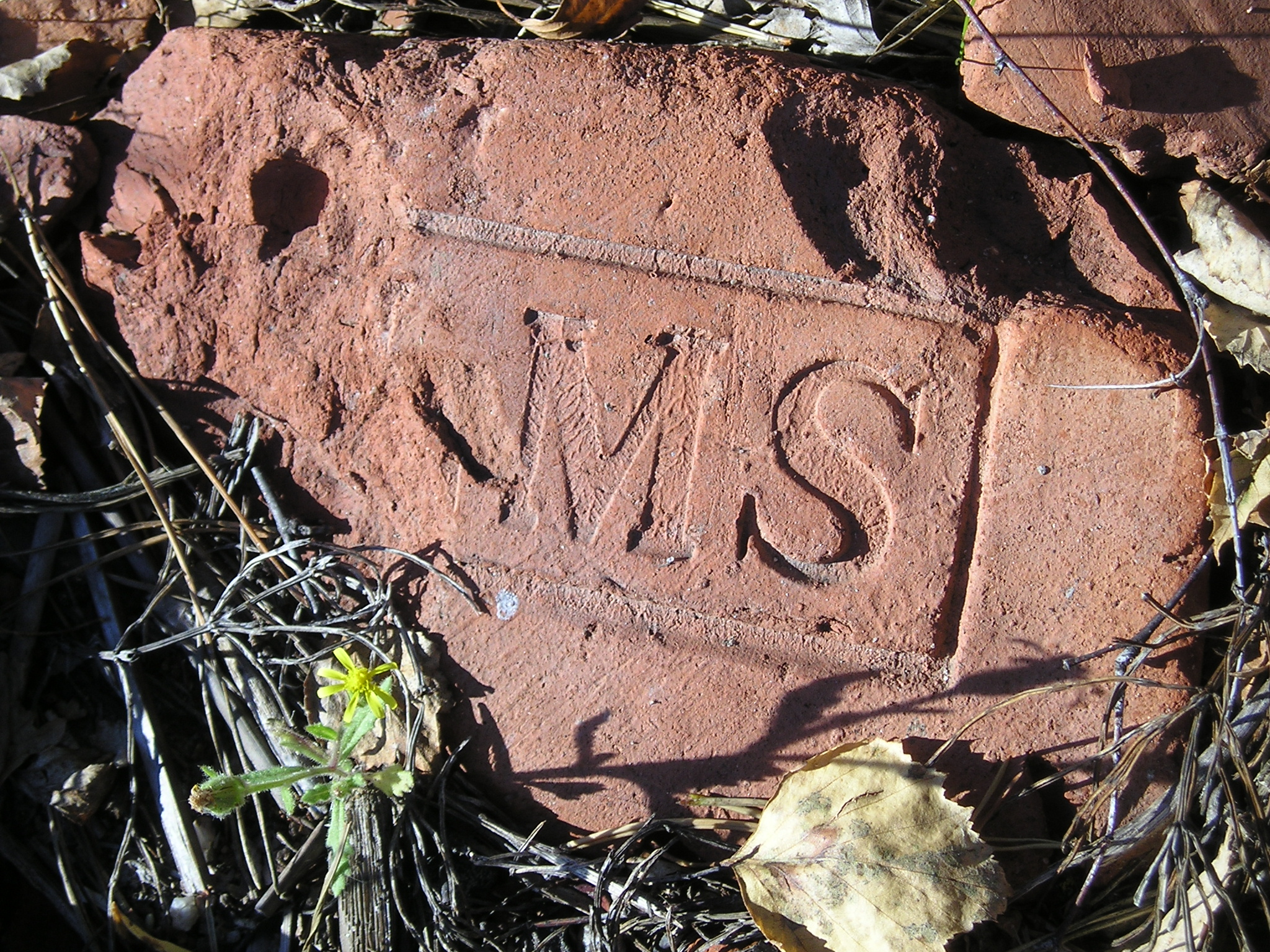
Baksteen van het merk PALMS
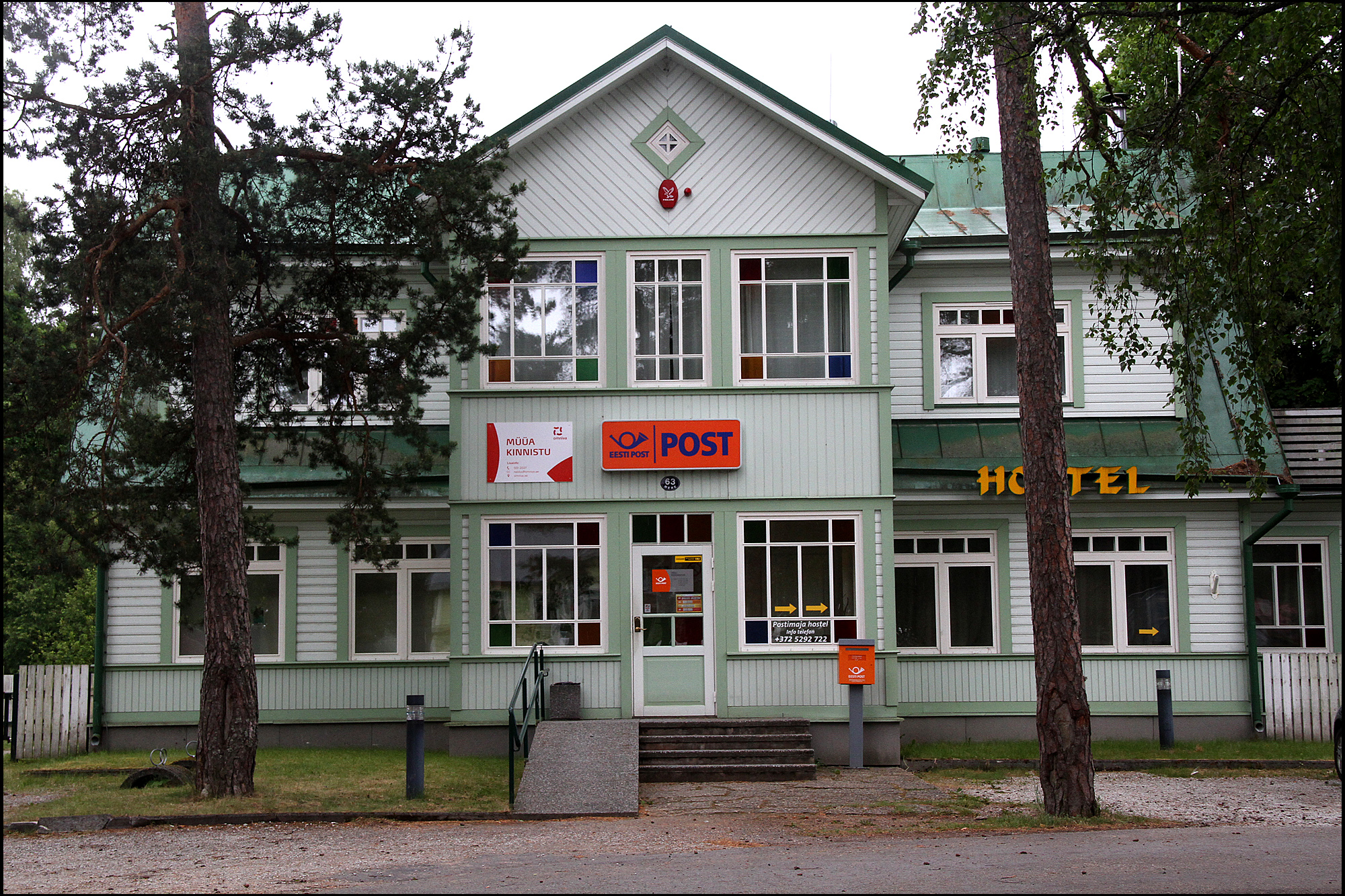
Postkantoor
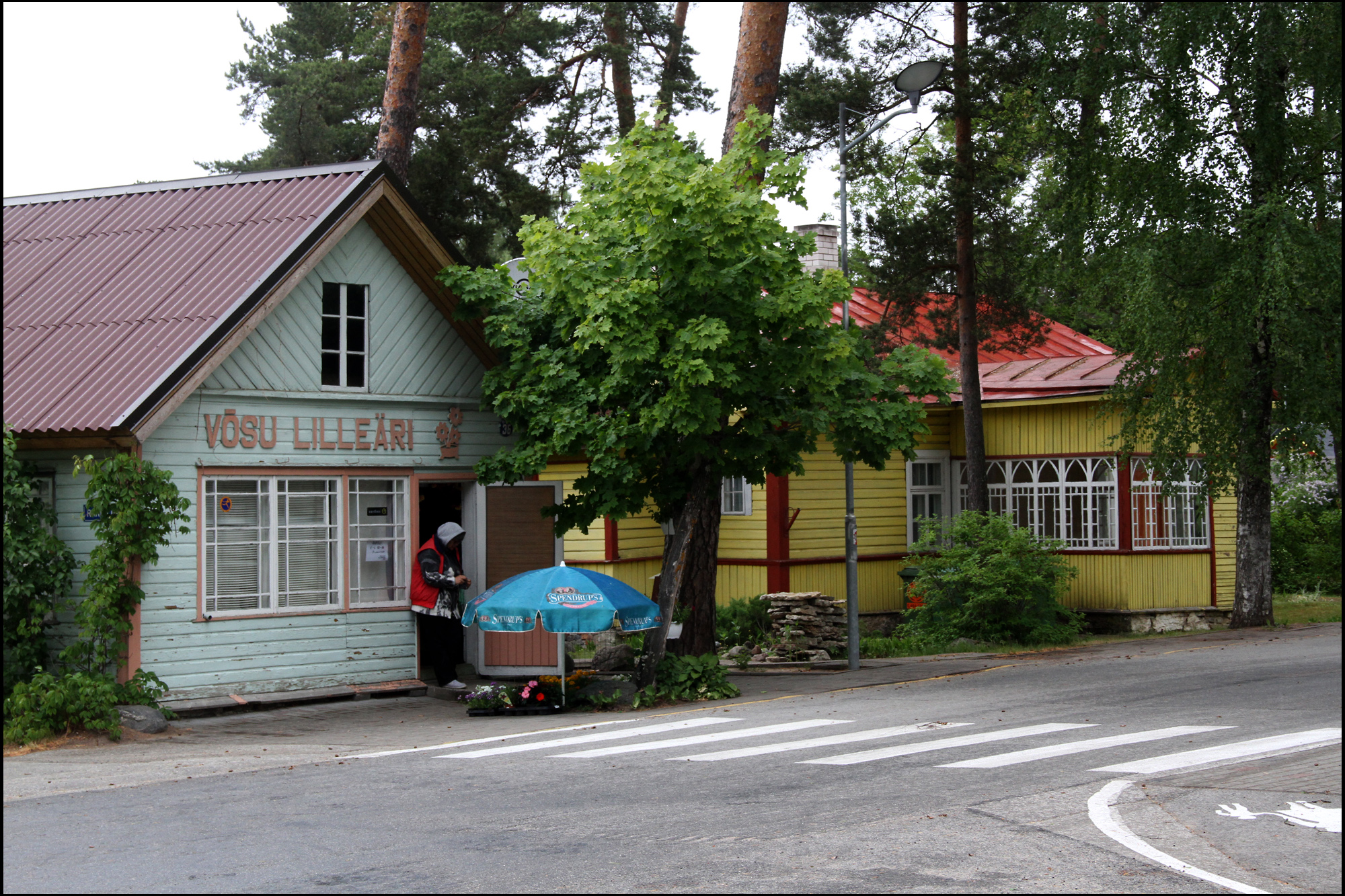
Straat in Võsu